# Бруно Джордано
Бруно Джордано (італ. Bruno Giordano, нар. 13 серпня 1956, Рим) — італійський футболіст, що грав на позиції нападника. По завершенні ігрової кар'єри — футбольний тренер.
Виступав, зокрема, за «Лаціо» та «Наполі», а також національну збірну Італії. Джордано був результатившим нападником з хорошою технікою і дриблінгом, а також володів точним і потужним ударом з обох ніг, через що вважався спадкоємцем Джорджо Кінальї.

## Клубна кар'єра
Народився 13 серпня 1956 року в престижному райні Риму Трастевере. У 13 років хлопця помітив колишній гравець та тренер «Лаціо» Енріке Фламіні, який на той час керував молодіжною командою і запросив Бруно до себе. 
5 жовтня 1975 року Джордано дебютував за першу команду в Серії А під керівництвом Джуліо Корсіні в зустрічі проти «Сампдорії». В наступному році Томмазо Маестреллі, що повернувся назад на посаду тренера «орлів», дав Джордано номер 9, який був раніше у лідера клубу Джорджо Кінальї, який переїхав в  «Нью-Йорк Космос».  Незабаром Бруно показав себе одним з найефективніших італійських форвардів, ставши найкращим бомбардиром чемпіонату Італії сезону 1978/79, забивши 19 голів.
У 1980 році Джордано разом з одноклубниками Массімо Каччіаторі, Джузеппе Вілсоном та Ліонелло Манфредонією потрапив у корупційний скандал в італійському футболі, що вибухнув 23 березня. Скандал призвів до того, що «Лаціо» було відправлено в Серію Б, а Джордано був дискваліфікований на 3 роки і 6 місяців (як і Манфредонія). Проте на поле футболісти змогли вийти раніше через амністію, яку провела федерація після перемоги її збірної на чемпіонаті світу 1982 року. У першому ж сезоні після дискваліфікації (1982/83) Бруно став найкращим бомбардиром Серії Б, забивши 18 голів і допоміг своїй команді повернутись в еліту, що їй протягом двох сезонів без Джордано не вдавалось.
У сезоні 1984/85 «Лаціо» вилетіло назад в Серію B (поділивши останнє місце разом з «Кремонезе»), після чого перейшов у «Наполі» за суму в понад 5 млрд лір. За десять років виступів за «б'якочелесті» Джордано забив 108 голів, ставав кращим бомбардиром в Серії А 1978/79 і Серії Б 1982/83 роках, ставши четвертим бомбардиром всіх часів за кількістю голів за «Лаціо».
У Неаполі Джордано став виступати поряд з легендарними Дієго Марадоною і Карекою, сформувавши знамениту лінію "Ма-Gi-Ca". Вона зіграла важливу роль в першій історичній перемозі «Наполі» в чемпіонаті Італії 1987 року. Джордано також допоміг клубу виграти того сезону Кубок Італії (що в поєднанні вдалося небагатьом командам в історії італійського футболу) і став найкращим бомбардиром турніру з 10 голами.
1988 року Джордано залишив неаполітанську команду, продовжуючи свою кар'єру в «Асколі», у складі якого забив свій сотий гол у вищому дивізіоні Італії, після чого один сезон провів у «Болоньї» і знову повернувся до «Асколі», де і завершив професійну ігрову кар'єру у 1992 році. 

## Виступи за збірні
Протягом 1976—1983 років залучався до складу молодіжної збірної Італії. На молодіжному рівні зіграв у 13 офіційних матчах, забив 5 голів.
1979 року захищав кольори олімпійської збірної Італії. У складі цієї команди провів 2 матчі, забив 3 голи.
21 грудня 1978 року дебютував в офіційних матчах у складі національної збірної Італії в товариській грі проти збірної Іспанії (1:0), вийшовши на заміну Франческо Граціані. Протягом кар'єри у національній команді, яка тривала 8 років, провів у формі головної команди країни лише 13 матчів, забивши один гол у ворота збірної Греції.

## Кар'єра тренера
Через рік після завершення кар'єри гравця, у 1993 році Джордано став головним тренером у клубу Серії D «Монтеротондо», після чого керував низкою нижчолігових італійських клубів.

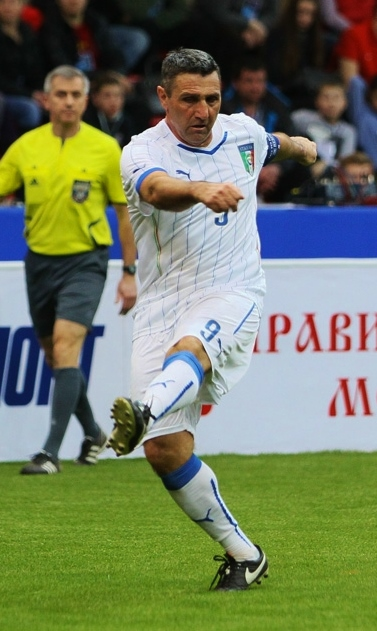
Бруно Джордано у 2015 році на матчі ветеранів.

Влітку 2006 року Джордано був призначений новим головним тренером «Мессіни», яка за підсумками попереднього сезону вилетіла в Серію Б. Однак, після чергового корупційного скандалу «Мессіна» зберегла прописку в  Серії А і Джордано вперше отримав шанс тренувати команду в елітному дивізіоні. Проте вже 30 січня 2007 року після серії невдалих результатів Джордано був звільнений, але 2 квітня знову відновлений на посаді. У своєму другому перебуванні в «Мессіні» Джордано програв всі свої чотири матчі перед тим, як знову був звільнений 23 квітня, через 21 день після свого повторного призначення.
У квітні 2009 року Джордано був призначений тренером клубу Серії Б «Пізи» з контрактом до кінця чемпіонату. За підсумками сезону команда вилетіла в нижчу лігу, зайнявши двадцяте місце, хоча на момент приходу Бруно команда мала перевагу в шість очок від зони вильоту.
7 лютого 2011 року Джордано став тренером «Тернани», проте того ж сезону вилетів з командою до четвертого дивізіону, після чого 29 червня покинув клуб.
28 жовтня 2013 року Бруно став наставником «Асколі», але вже 20 лютого 2014 року через розбіжності з новими керівниками був відправлений у відставку.
Після того, як Джордано залишався без команди близько року, в вересні 2015 року італійський спеціаліст вирішив отримати свій перший закордонний досвід, підписавши контракт з угорським клубом «Татабанья» з третього місцевого дивізіону, проте і тут Джордано надовго не затримався і був звільнений у квітні наступного року.
| Дата       | Місто     | Господарі      | Результат | Гості     | Турнір            | Голи | Примітки |
| ---------- | --------- | -------------- | --------- | --------- | ----------------- | ---- | -------- |
| 21-12-1978 | Рим       | Італія         | 1 – 0     | Іспанія   | товариський матч  | -    |          |
| 13-6-1979  | Загреб    | Югославія      | 4 – 1     | Італія    | товариський матч  | -    |          |
| 26-9-1979  | Флоренція | Італія         | 1 – 0     | Швеція    | товариський матч  | -    |          |
| 17-11-1979 | Удіне     | Італія         | 2 – 0     | Швейцарія | товариський матч  | -    |          |
| 5-10-1983  | Барі      | Італія         | 3 – 0     | Греція    | товариський матч  | 1    |          |
| 15-10-1983 | Неаполь   | Італія         | 0 – 3     | Швеція    | Відбір до ЧЄ 1984 | -    |          |
| 16-11-1983 | Прага     | Чехословаччина | 2 – 0     | Італія    | Відбір до ЧЄ 1984 | -    |          |
| 22-5-1984  | Цюрих     | ФРН            | 1 – 0     | Італія    | товариський матч  | -    | 79'      |
| 26-5-1984  | Торонто   | Канада         | 0 – 2     | Італія    | товариський матч  | -    |          |
| 30-5-1984  | Нью-Йорк  | США            | 0 – 0     | Італія    | товариський матч  | -    |          |
| 13-3-1985  | Афіни     | Греція         | 0 – 0     | Італія    | товариський матч  | -    |          |
| 2-6-1985   | Мехіко    | Мексика        | 1 – 1     | Італія    | товариський матч  | -    |          |
| 25-9-1985  | Лечче     | Італія         | 1 – 2     | Норвегія  | товариський матч  | -    |          |
| Усього     |           | Матчів         | 13        |           | Голів             | 1    |          |

## Титули і досягнення

### Як гравця
- Чемпіон Італії (1):

«Наполі»: 1986–1987
- Володар Кубка Італії (1):

«Наполі»: 1986–1987

### Особисті
- Кращий бомбардир Серії A (1):

1978–1979 (19)
- Кращий бомбардир Серії B (1):

1982–1983 (18)
- Кращий бомбардир Кубка Італії (1):

1986–1987 (10 голів)